# Rudhraksh Jaiswal
Rudhraksh Jaiswal est
un acteur indien, né le 19 septembre 2003 à Bhopal gf dans le Madhya Pradesh. Il est révélé grâce à son rôle d'Ovi Mahajan Jr dans Tyler Rake (Extraction, 2020).

## Enfance et éducation
Rudhraksh Jaiswal est né à Bhopal dans le Madhya Pradesh, de ses parents Manish K Jaiswal et Rennu Jaiswal. Durant son enfance, il est nageur et dragon dans les arts martiaux notamment mixtes.

## Carrière
En 2013, Rudhraksh Jaiswal commence sa carrière avec la série télévisée indienne Mahabharat (महाभारत) dans le rôle de Sahadev. Il est remarqué dans des films de Bollywood comme Noor de Sunhil Sippy (2017) et Kosha d’Amman Advaita (2020). Entre temps, il fait partie de nombreuses publicités télévisées.
En 2020, il tient le rôle aux côtés de Chris Hemsworth dans le premier long métrage Tyler Rake (Extraction) de Sam Hargrave, diffusé sur Netflix.

## Filmographie

### Longs métrages
- 2016 : M.S. Dhoni: The Untold Story (एम॰ एस॰ धोनी: द अनटॉल्ड स्टोरी) de Neeraj Pandey
- 2017 : Noor de Sunhil Sippy[5] : Saad
- 2020 : Kosha d’Amman Advaita : Varun Sawant
- 2020 : Tyler Rake (Extraction) de Sam Hargrave : Ovi Mahajan Jr

Prochainement
- 2020 : The Tenant de Sushrut Jain : Bharat

### Séries télévisées
- 2013 : Mahabharat : Sahadeva, jeune (15 épisodes)
- 2014 : Pukar : Rohit
- 2015 : Code Red
- 2016 : Adaalat (अदालत)
- 2017 : Shani : Rohitashva

## Voix française
En France
- Enzo Ratsito : Tyler Rake (Extraction)